# 梅格&賽隆
《梅格&賽隆》是小說家時雨澤惠一跟插畫家黑星紅白在《艾莉森》後於電擊文庫連載的輕小說系列。日本原版由角川書店發行，現時推出至第七集。本作講述前作《艾莉森》系列之後的故事，但主角換為莉莉亞的同儕梅格和賽隆。

## 世界觀
承襲前作《艾莉森》系列的世界觀，時間發生在二十年後（世界曆3305年），為莉莉亞&特雷茲的同時間軸，故事以校園生活為中心轉。

## 人物介紹
- 許特勞斯基·梅格蜜卡

16歲，首都特別區第四高等學校三年級，斯貝伊爾人，14歲時由於父親工作的關係搬家轉學到洛克榭，而比其他人晚了一學年，許特勞斯基是她的姓氏，髮型一貫維持雙馬尾，個性天真善良，可愛溫順，極有正義感。最要好的朋友是莉莉亞。對洛克榭語言未熟而發音奇怪，是合唱團的主力成員。
- 賽隆·麥斯威爾

15歲，首都特別區第四高等學校三年級，黑髮灰眼，因為家鄉很遠所以寄宿於學校。父母已離婚，母親卡蓮擔任著名冷凍食品公司的社長，有一個妹妹莉娜。外型俊俏，頭腦優秀，極受到女生歡迎。幾乎面無表情，不管喜悅和憤怒皆不會顯現於表情上，興趣是讀書，對唱歌以外的事情萬般全能。暗戀梅格。
- 拉利·赫本

15歲，首都特別區第四高等學校三年級，金髮藍眼，出生於歷史悠久的軍人世家，以成為軍人為目標每天不斷地鍛鍊中，是賽隆最好的朋友，拚命幫賽隆和梅格牽線。和娜塔莉亞·史坦貝克是青梅竹馬，稱呼她為娜塔。
- 娜塔莉亞·史坦貝克

15歲，首都特別區第四高等學校三年級，身材修長，個性爽朗，盤著茶色長髮，食量很大，一般稱為娜塔或是娜夏，雙親是著名的音樂家。參加管弦樂社，演奏的樂器是小提琴，和波曼社長關係很差。
- 珍妮·瓊斯

15歲，首都特別區第四高等學校三年級，個頭嬌小，出生於洛克榭數一數二的富豪家庭「瓊斯汽車」的千金。興趣與愛好都是拍照，新聞部部長。
- 尼可拉斯·白朗寧

15歲，首都特別區第四高等學校三年級，具有中性的外貌，沒有參加任何社團，與賽隆只能算是點頭之交。擅長棒術。

## 小說列表
- 梅格&賽隆 Ⅰ 三三〇五年的暑假（上）ISBN 9784840241847（日文）ISBN 9789861748825（中文）
- 梅格&賽隆 Ⅱ 三三〇五年的暑假（下）ISBN 9784048670623（日文）ISBN 9789861749365（中文）
- 梅格&賽隆 Ⅲ 烏雷利克斯的憂鬱 ISBN 9784048671262（日文）ISBN 9789861749587（中文）
- 梅格&賽隆 IV 艾亞可村連續殺人事件 ISBN 9784048675925（日文）ISBN 9789862372173（中文）
- 梅格&賽隆 V 拉利．赫本的圈套 ISBN 9784048683920（日文）ISBN 9789862377796（中文）
- 梅格&賽隆 VI 在第四高等學校的日子 ISBN 9784048703864（日文）ISBN 9789862874103（中文）
- 梅格&賽隆 VII 突如其來的婚約者 ISBN 978-4-04-886596-8（日文）ISBN 9789862879276（中文）